# Ferramenta

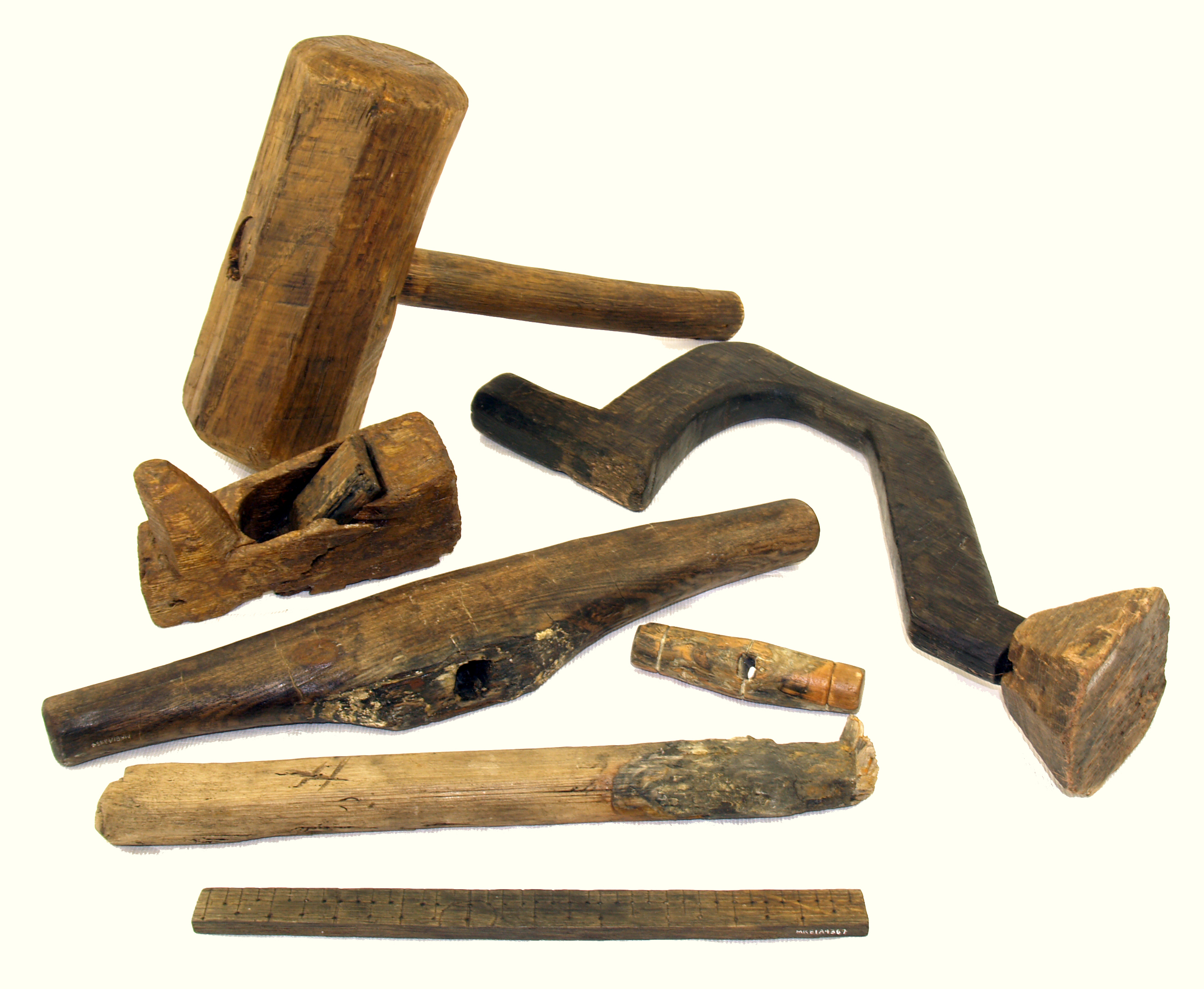
Ferramentas de carpintaria recuperadas do naufrágio de um veleiro do século 16, o Mary Rose. Do alto, um martelo, cinta, avião, alça de um trado em T, alça de um gimlet, possível cabo de um martelo e régua.

Uma ferramenta é um objeto que pode estender a capacidade de um indivíduo de modificar características do ambiente circundante ou ajudá-lo a realizar uma tarefa específica. Embora muitos animais usem ferramentas simples, apenas os seres humanos, cujo uso de ferramentas de pedra remonta a centenas de milênios, têm sido observados usando ferramentas para fazer outras ferramentas.
As primeiras ferramentas humanas, feitas de materiais como pedra, osso e madeira, eram usadas para a preparação de alimentos, caça, fabricação de armas e o trabalho de materiais para produzir roupas e artefatos úteis e artesanato, como cerâmica, juntamente com a construção de moradias, empresas, infraestrutura e transporte. O desenvolvimento da metalurgia possibilitou outros tipos de ferramentas. O aproveitamento de fontes de energia, como energia animal, eólica ou vapor, permitiu que ferramentas cada vez mais complexas produzissem uma gama ainda maior de itens, com a Revolução Industrial marcando um ponto de inflexão no uso de ferramentas. A introdução da automação generalizada nos séculos 19 e 20 permitiu que as ferramentas operassem com o mínimo de supervisão humana, aumentando ainda mais a produtividade do trabalho humano.
Por extensão, conceitos que apoiam o pensamento sistemático ou investigativo são frequentemente referidos como "ferramentas" ou "kits de ferramentas".

## História

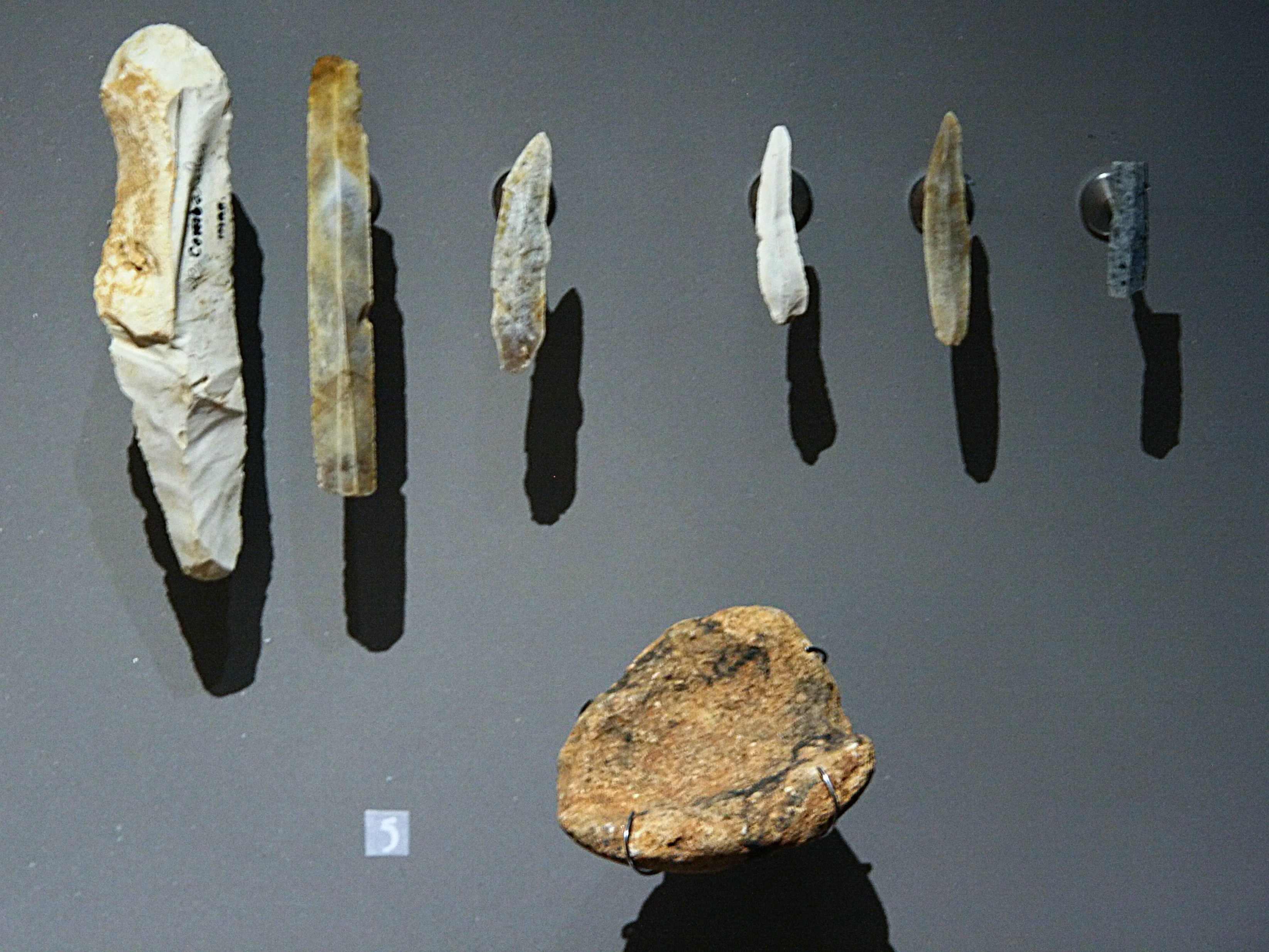
Ferramentas de pedra pré-históricas com mais de 10 000 anos, encontradas na caverna de Les Combarelles, França

Os antropólogos acreditam que o uso de ferramentas foi um passo importante na evolução da humanidade. Como as ferramentas são usadas extensivamente por humanos (Homo sapiens) e chimpanzés selvagens, é amplamente assumido que o primeiro uso rotineiro de ferramentas ocorreu antes da divergência entre as duas espécies de macacos.  Essas primeiras ferramentas, no entanto, provavelmente eram feitas de materiais perecíveis, como bastões, ou consistiam de pedras não modificadas que não podem ser distinguidas de outras pedras como ferramentas.

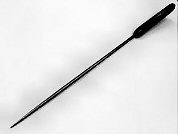
Um regulador de estofados

Os artefatos de pedra datam de há cerca de 2,5 milhões de anos. No entanto, um estudo de 2010 sugere que a espécie de hominídeo Australopithecus afarensis comeu carne esculpindo carcaças de animais com implementos de pedra. Esta descoberta empurra o uso mais antigo conhecido de ferramentas de pedra entre os hominídeos para cerca de há 3,4 milhões de anos. Achados de ferramentas reais datam de pelo menos 2,6 milhões de anos na Etiópia.  Uma das primeiras formas de ferramentas de pedra distinguíveis é o machado de mão.
Até recentemente, as armas encontradas em escavações eram as únicas ferramentas do "homem primitivo" que eram estudadas e davam importância. Agora, mais ferramentas são reconhecidas como culturalmente e historicamente relevantes. Além da caça, outras atividades exigiam ferramentas como o preparo de alimentos, "... castanhas, couro, colheita de cereais e carpintaria..." Incluem-se neste grupo as "ferramentas de pedra em flocos".
As ferramentas são os itens mais importantes que os humanos antigos usavam para subir ao topo da cadeia alimentar; Ao inventar ferramentas, eles foram capazes de realizar tarefas que os corpos humanos não conseguiam, como usar uma lança ou arco para matar presas, já que seus dentes não eram afiados o suficiente para perfurar a pele de muitos animais. "Homem, o caçador" como catalisador da mudança de Hominin tem sido questionado. Com base em marcas nos ossos em sítios arqueológicos, agora é mais evidente que os pré-humanos estavam limpando as carcaças de outros predadores em vez de matar seu próprio alimento.

### Linha do tempo do desenvolvimento de ferramentas
Muitas ferramentas foram feitas na pré-história ou nos primeiros séculos da história registrada, mas evidências arqueológicas podem fornecer datas de desenvolvimento e uso:
- Tecnologia de pedra de Olduvai (Oldowan) há 2,5 milhões de anos (raspadores; para esquartejar animais mortos)
- Cabanas, há 2 milhões de anos.
- Tecnologia da pedra acheuleana há 1,6 milhão de anos (machado de mão)
- Criação e manipulação do fogo, usado desde o Paleolítico, possivelmente pelo Homo erectus há 1,5 milhão de anos
- Barcos, há 900 000 anos.
- Cozinhar, há 500 000 anos.
- Lança de arremesso, há 400 000 anos.
- Colagem, há 200 000 anos.
- Roupas, possivelmente há 170 000 anos.
- Ferramentas de pedra, usadas pelo Homo floresiensis, possivelmente há 100 000 anos.
- Arpões, há 90 000 anos.
- Arco e flechas, há 70 000-60 000 anos.
- Agulhas de costura, 60 000 – 50 000 a.C.
- Flautas, há 43 000 anos.
- Redes de pesca, há 43 000 anos.
- Cordas, há 40 000 anos.
- Cerâmica, c. 25.000 a.C.
- Anzol, há c. 23.000 anos.
- Domesticação de animais, c. 15 000 a.C.
- Funda, c. 9º milênio a.C.
- Microlitos c. 9º milênio a.C.
- Tijolo usado para construção no Oriente Médio c. 6000 a.C.
- Agricultura e arado c. 4000 a.C.
- Roda c. 4000 a.C.
- Gnômon c. 4000 a.C.
- Sistemas de escrita c. 3500 a.C.
- Cobre c. 3200 a.C.
- Bronze c. 2500 a.C.
- Sal c. 2500 a.C.
- Carruagem c. 2000 a.C.
- Ferro c. 1500 a.C.
- Relógio de sol c. 800 a.C.
- Vidro c. 500 a.C.
- Catapulta c. 400 a.C.
- Ferro fundido c. 400 a.C.
- Ferradura c. 300 a.C.
- Estribo primeiros séculos d.C.

Várias das seis máquinas simples clássicas (roda e eixo, alavanca, polia, plano inclinado, cunha e parafuso) foram inventadas na Mesopotâmia. O mecanismo da roda e do eixo apareceu pela primeira vez com a roda do oleiro, inventada no que hoje é o Iraque durante o 5º milênio a.C. Isso levou à invenção do veículo de rodas na Mesopotâmia durante o início do 4º milênio a.C. A alavanca foi usada no dispositivo de elevação de água, a primeira máquina de guindaste, que apareceu na Mesopotâmia c. 3 000 a.C. e depois na tecnologia egípcia antiga c. 2 000 a.C.  As primeiras evidências de polias datam da Mesopotâmia, no início do 2º milênio a.C.
O parafuso, a última das máquinas simples a ser inventada, apareceu pela primeira vez na Mesopotâmia durante o período neoassírio (911-609 a.C.). O rei assírio Senaqueribe (704-681 a.C.) afirma ter inventado comportas automáticas e ter sido o primeiro a usar bombas de parafuso de água, de até 30 toneladas de peso, que foram fundidas usando moldes de argila de duas partes em vez do processo de "cera perdida". O Aqueduto de Jerwan (c. 688 a.C.) é feito com arcos de pedra e revestido com concreto impermeável. As primeiras evidências de rodas d'água e moinhos de água datam do antigo Oriente Próximo no século 4 a.C., especificamente no Império Persa antes de 350 a.C., nas regiões da Mesopotâmia (Iraque) e Pérsia (Irã).  Este uso pioneiro da energia da água constituiu talvez o primeiro uso da energia mecânica.
Os dispositivos mecânicos experimentaram uma grande expansão em seu uso na Grécia Antiga e na Roma Antiga com o emprego sistemático de novas fontes de energia, especialmente rodas d'água. Seu uso se expandiu através da Idade das Trevas com a adição de moinhos de vento.

### Máquinas-ferramentas
As máquinas-ferramenta ocasionaram um aumento na produção de novas ferramentas na Revolução Industrial. As máquinas pré-industriais foram construídas por vários artesãos - moinhos construíram moinhos de água e vento, carpinteiros fizeram armação de madeira e ferreiros e torneiros fizeram peças de metal. Os componentes de madeira tinham a desvantagem de mudar de dimensão com a temperatura e a umidade, e as várias juntas tendiam a crescer (trabalhar soltas) ao longo do tempo. Com o avanço da Revolução Industrial, máquinas com peças e esquadrias metálicas tornaram-se mais comuns.
Outros usos importantes de peças metálicas foram em armas de fogo e fixadores roscados, como parafusos de máquinas, parafusos e porcas. Havia também a necessidade de precisão na confecção das peças. A precisão permitiria um melhor funcionamento do maquinário, intercambialidade de peças e padronização dos fixadores roscados. A demanda por peças metálicas levou ao desenvolvimento de diversas máquinas-ferramenta. Eles têm suas origens nas ferramentas desenvolvidas no século 18 por fabricantes de relógios e fabricantes de instrumentos científicos para permitir que eles produzam pequenos mecanismos. Antes do advento das máquinas-ferramentas, o metal era trabalhado manualmente usando as ferramentas manuais básicas de martelos, limas, raspadores, serras e cinzéis. Consequentemente, o uso de peças metálicas de máquinas foi reduzido ao mínimo. Os métodos manuais de produção eram muito trabalhosos e dispendiosos e a precisão era difícil de alcançar.  Com sua precisão inerente, as máquinas-ferramentas permitiram a produção econômica de peças intercambiáveis.
Os defensores da nanotecnologia esperam um aumento semelhante à medida que as ferramentas se tornam microscópicas em tamanho.

## Tipos
Pode-se classificar as ferramentas de acordo com suas funções básicas:
- Ferramentas de corte e borda, como faca, foice, machadinha e machado, são implementos em forma de cunha que produzem uma força de cisalhamento ao longo de uma face estreita. O ideal é que a borda da ferramenta seja mais dura do que o material que está sendo cortado ou a lâmina ficará embotada com o uso repetido. Mas mesmo ferramentas resilientes exigirão afiação periódica, que é o processo de remover o desgaste de deformação da borda. Outros exemplos de ferramentas de corte incluem goivas e brocas.
- Ferramentas móveis movem itens grandes e minúsculos. Muitas são alavancas que dão ao usuário uma vantagem mecânica. Exemplos de ferramentas de concentração de força incluem o martelo que move um prego ou o maul que move uma estaca. Estes operam aplicando compressão física a uma superfície. No caso da chave de fenda, a força é rotacional e chamada de torque. Por outro lado, uma bigorna concentra força em um objeto que está sendo martelado, impedindo que ele se afaste quando atingido. Os implementos de escrita fornecem um fluido a uma superfície por meio de compressão para ativar o cartucho de tinta. Agarrar e torcer porcas e parafusos com um alicate, uma luva, uma chave inglesa, etc. também movem os itens aplicando torque (força rotacional).
- Ferramentas que provocam mudanças químicas, incluindo temperatura e ignição, como isqueiros e maçaricos.
- As ferramentas de orientação, medição e percepção incluem a régua, óculos, quadrado, sensores, borda reta, teodolita, microscópio, monitor, relógio, telefone, impressora.
- Ferramentas de moldagem, como moldes, gabaritos, espátulas.
- Ferramentas de fixação, como soldadores, ferros de solda, pistolas de rebite, pistolas de pregos ou pistolas de cola.
- Ferramentas de manipulação de informações e dados, como computadores, IDE, planilhas

Algumas ferramentas podem ser combinações de outras ferramentas. Um despertador é, por exemplo, uma combinação de uma ferramenta de medição (o relógio) e uma ferramenta de percepção (o alarme). Isso permite que o despertador seja uma ferramenta que se enquadra fora de todas as categorias mencionadas acima.
Há algum debate sobre se considerar os itens de equipamentos de proteção como ferramentas, porque eles não ajudam diretamente a realizar o trabalho, apenas protegem o trabalhador como roupas comuns. Eles atendem à definição geral de ferramentas e, em muitos casos, são necessários para a conclusão do trabalho. Os equipamentos de proteção individual incluem itens como luvas, óculos de segurança, protetores auriculares e trajes de risco biológico.